# Kiev Tjajka flygplats
Kiev Tjajka flygplats (ukrainska: Аеродром Київ Чайка) är en ukrainsk flygplats, som ligger i distriktet Kiev-Svjatosjyn, omkring 15 kilometer väster om Kievs centrum. Den är en flygplats för allmänflyg.
Kiev Tjajka flygplats ingår i Tjajka friluftsområde. En flygklubb finns på flygplatsen, med utbildning i fallskärmshoppning och nybörjare i flygning.